# Sjællandsserien for kvinder (fodbold)
Sjællandsserien el. Kvindeserien er den fjerdebedste fodboldrække i Danmarksturneringen for kvinder.
Det er den bedste fodboldrække for kvinder, som administreres af lokalunionen Sjællands Boldspil-Union (SBU). Ligaen består af 12 hold, som spiller 11 kampe ude og 11 kampe hjemme. 